# Vättern
Le Vättern, situé au centre de la Suède méridionale, est le second lac de Suède en superficie, après le Vänern. 

## Géographie
Sa superficie est de 1 900 km2, il occupe un volume de 77 km3, sa profondeur moyenne est de 41 m et sa plus grande profondeur de 128 m. Le lac est long de 120 km et large d'environ 30 km.
Le lac se trouve à une altitude de 88,5 m et se déverse par le Motala Ström qui se jette dans la mer Baltique à Norrköping à environ 120 km du lac. Le lac Vättern est relié au lac Vänern et à la mer Baltique par le canal Göta.
Sur la rive sud se trouve la ville de Jönköping. Sur la rive est se trouve la ville de Vadstena, ville de sainte Brigitte. Au centre du lac, on trouve l'île de Visingsö.

## Tourisme et activités
Chaque année, au mois de juin, une course cycliste est organisée, qui fait le tour du lac (soit 300 km). La course commence à Motala.